# Crouy
Crouy ist eine französische Gemeinde mit 3.041 Einwohnern (Stand: 1. Januar 2022) im Département Aisne in der Region Hauts-de-France. Sie gehört zum Arrondissement Soissons und zum Kanton Soissons-1. Die Einwohner werden Crouyssien(ne)s genannt.

## Geographie
Die Gemeinde Crouy liegt an der Aisne und ist eine banlieue nordöstlich von Soissons. Durch die Gemeinde führt die Route nationale 2. Nachbargemeinden von Crouy sind Clamecy und Braye im Norden, Vuillery und Margival im Nordosten, Vregny im Osten, Bucy-le-Long im Osten und Südosten, Villeneuve-Saint-Germain im Süden, Soissons im Süden und Südwesten, Cuffies im Westen sowie Leury im Nordwesten. 

## Bevölkerungsentwicklung
| Jahr                       | 1962 | 1968 | 1975 | 1982 | 1990 | 1999 | 2011 | 2021 |
| -------------------------- | ---- | ---- | ---- | ---- | ---- | ---- | ---- | ---- |
| Einwohner                  | 2781 | 3031 | 3058 | 2960 | 2819 | 2619 | 2708 | 2999 |
| Quellen: Cassini und INSEE |      |      |      |      |      |      |      |      |

## Sehenswürdigkeiten
- Neoromanische Kirche Saint-Maurice, nach dem Ersten Weltkrieg wieder errichtet
- Reste des Gutshofs Perrière, seit 1928 Monument historique
- Französischer Soldatenfriedhof

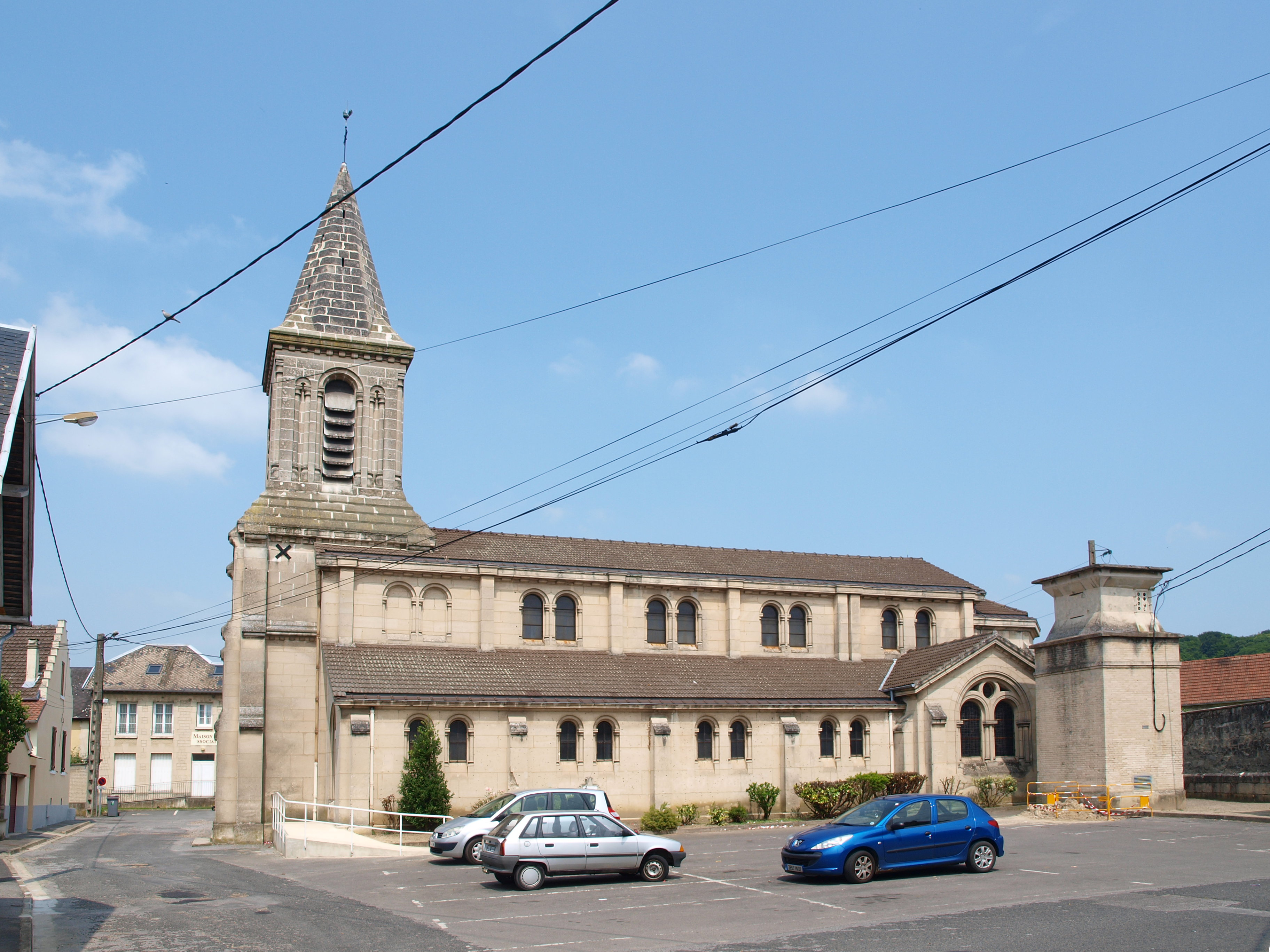
Kirche Saint-Maurice
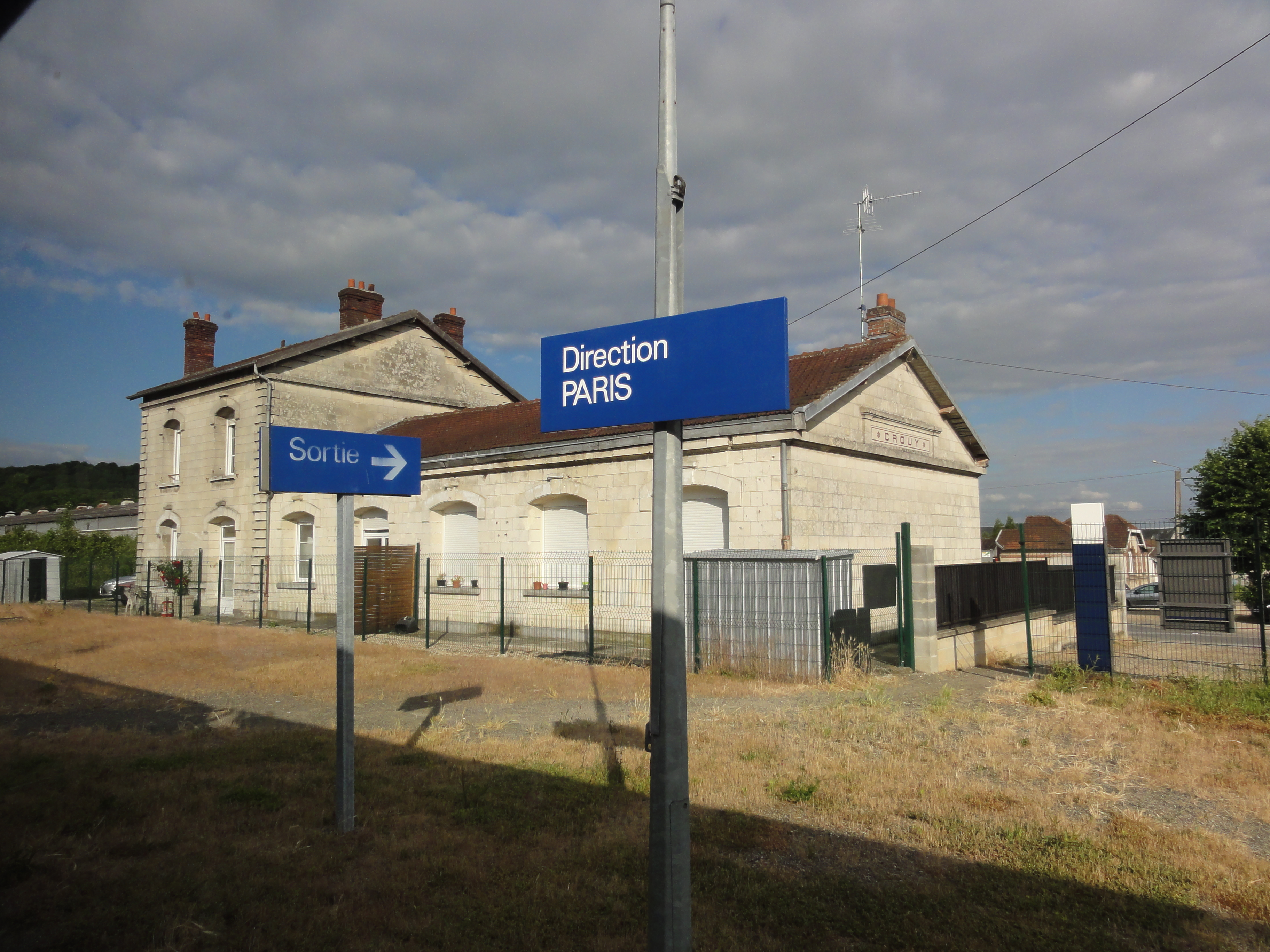
Bahnhof Crouy
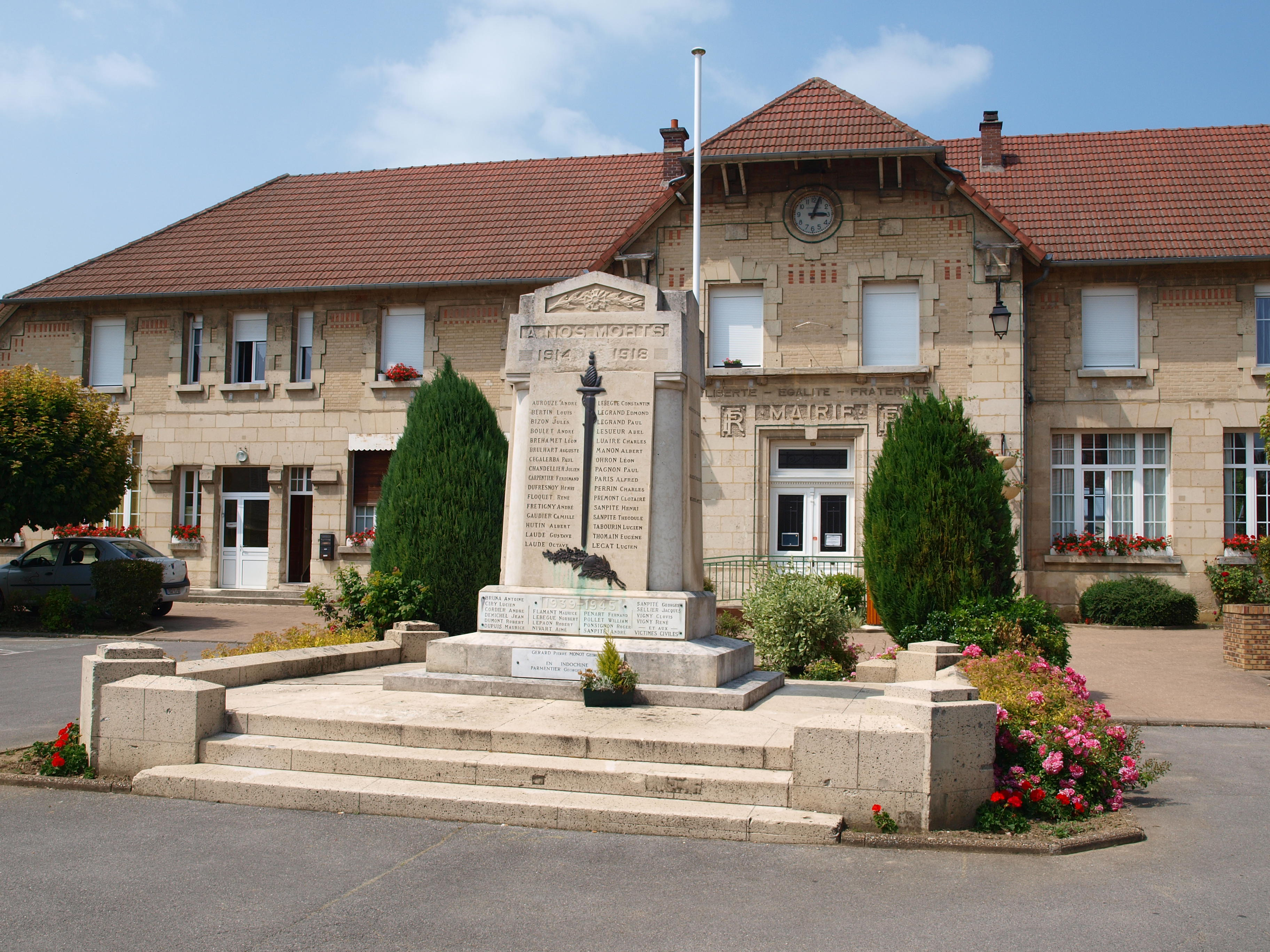
Gefallenendenkmal
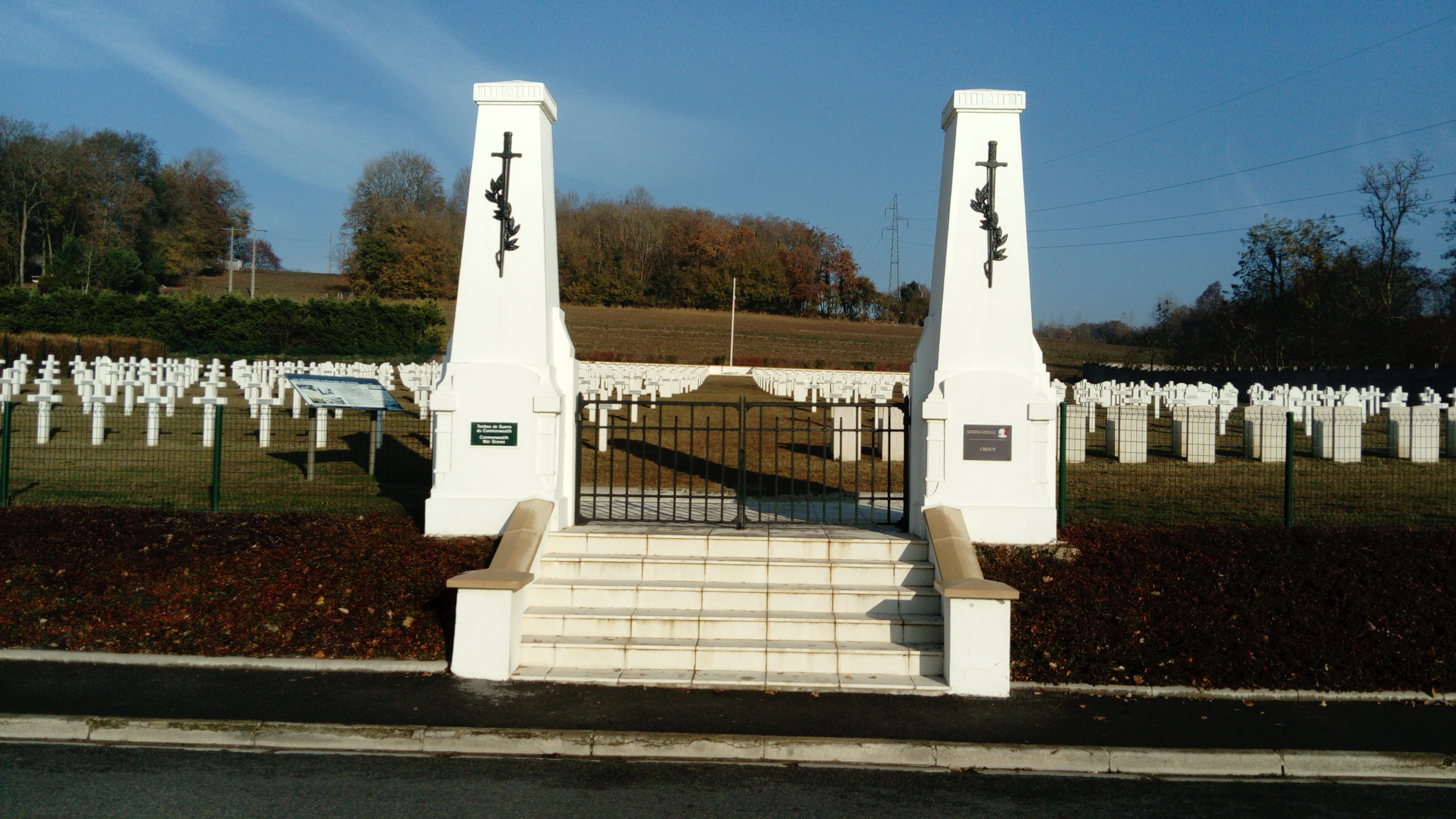
Soldatenfriedhof